# Мортон, Кейт
Кейт Мортон (англ. Kate Morton; род. 1976, Берри, Австралия) — австралийская писательница. Было продано более 10 миллионов её книг в 42 странах.

## Биография
Мортон старшая из трёх сестёр. Её семья несколько раз переезжала, пока не поселилась в городке Гора Тамборин (англ. Tamborine Mountain), где Мортон посещала маленькую местную школу. С самого детства ей нравилось читать, её любимыми были книги Энид Блайтон.
Она получила степень специалиста по ораторскому искусству и драме в Лондонском Тринити-колледже и закончила летние Шекспировские курсы в Королевской академии драматического искусства. После этого она с отличием закончила Квинслендский университет по специальности «Английская литература» и заработала стипендию для получения степени магистра со специализацией в трагедии в викторианской литературе. Во время учёбы в университете Мортон написала две рукописи, которые не были опубликованы, прежде чем она написала роман «Когда рассеется туман», опубликованный в 2006 году.
Кейт Мортон замужем за Дэвином, джазовым музыкантом и композитором. У них есть три ребёнка и они живут в Лондоне.